# Eczacıbaşı VitrA

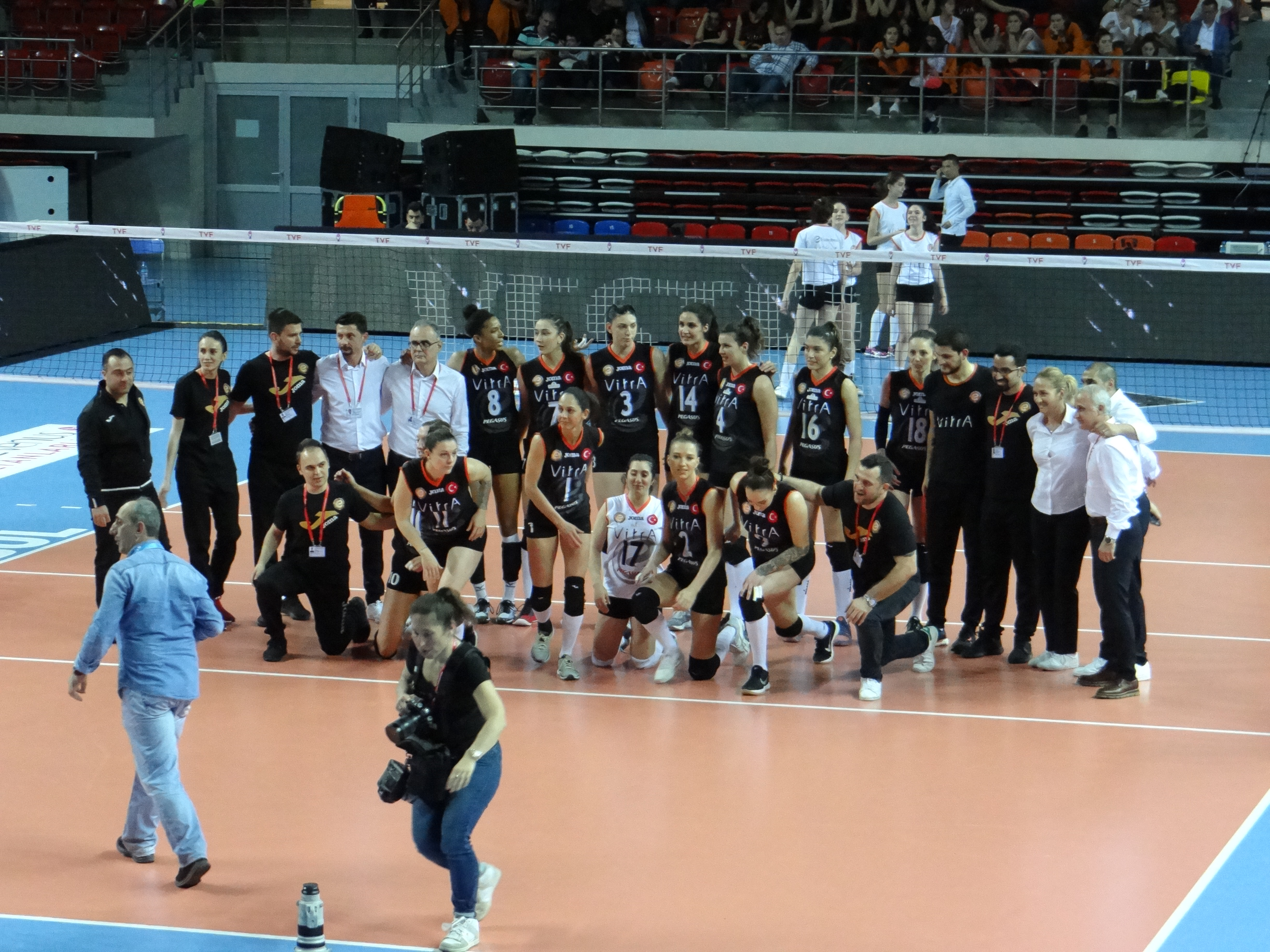
Eczacıbaşı VitrA 2018

Eczacıbaşı VitrA es el departamento de voleibol femenino de Eczacıbaşı S.K, fundado en Estambul, Turquía en el año 1966. El equipo juega sus partidos locales en la sala Eczacıbaşı Spor Salonu en Estambul. Eczacıbaşı ha ganado un récord de 17 títulos de la Liga turca y un récord de ocho Copas turcas, entre otros. En la temporada 2014-15 ganó la Liga de Campeones CEV y eso les dio el boleto para ganar el Campeonato Mundial de Clubes FIVB 2015 en Zürich, un año después el club se convirtió en el primer club del mundo en ganar el Campeonato Mundial de Clubes FIVB. para defender su corona en Filipinas durante el Campeonato Mundial de Clubes de la FIVB 2016 en Manila.

## Historia
El club ha estado en el voleibol femenino durante aproximadamente 40 años y ha sido pionero en el voleibol femenino turco. El equipo juega regularmente en la Liga de Campeones CEV.
Los logros internacionales de Eczacıbaşı han dado un ejemplo para el voleibol turco y contribuido al éxito del equipo nacional turco de voleibol femenino. Con su enfoque sistemático y moderno del deporte y cerca de 40 años de experiencia, Eczacıbaşı es uno de los clubes de voleibol más respetados de Europa.
El equipo de voleibol femenino Eczacıbaşı ganó la Copa de Ganadores de la Copa de Europa en 1999. El club también terminó segundo en la Copa de Campeones de Europa de 1980 y la Copa CEV de 1993; 3.º en la Copa de Europa de Clubes de Campeones de 2000 y la Copa de los mejores equipos de 2005; y cuarto en la Copa de Europa de Clubes de Campeones de 1984 y la Liga de Campeones de 2001 y 2002; en la temporada 2014-15 ganó la Liga de Campeones CEV y el Campeonato Mundial de Clubes FIVB 2015 en Zürich, y un año después el club ganó el Campeonato Mundial de Clubes FIVB consecutivamente al defender su corona durante el Campeonato Mundial de Clubes FIVB 2016 en Manila, convirtiéndose en el primer y único club en la historia del voleibol en lograr esta hazaña excepcional.
Eczacıbaşı ha ganado más campeonatos nacionales que cualquier otro equipo de voleibol femenino en Turquía, con 28 campeonatos de la Liga turca en su haber desde que ingresó a la liga en 1968. En la temporada 1972-1973, el equipo comenzó a establecer su primer récord de victorias consecutivas, ganando 17 títulos de la Liga turca seguidos. Repitió esta actuación otros cinco años entre 1999 y 2003, cuando también ganó cinco Copas turcas.
Con los años, Eczacıbaşı ha trabajado con muchos jugadores de renombre internacional, como Irina Ilchenko (Irina Simirrnova), Lioubov Chachkova (Lioubov Kılıç), Yelena Godina, Antonina Zetova, Yevgeniya Artamonova, Tatyana Gracheva, Barbara Ružić (Barbara Jelić), Antonella del Core, Mirka Francia, Neslihan Darnel, Jordan Larson, Esra Gümüş, Gülden Kayalar y Kim Yeon-koung. El equipo está dirigido por el entrenador italiano Massimo Barbolini.

## Títulos
- Campeonato Mundial de Clubes de la FIVB
  - Ganadores (2): 2015, 2016, Campeonato Mundial de Clubes de voleibol femenino de la FIVB de 2023
  - Terceros (1): 2018
- Liga de Campeones CEV
  - Ganadores (1): 2015
  - Subcampeones (1): 1980
  - Terceros (2): 2000, 2017
- Copa CEV
  - Ganadores (2): 1999, 2018
- Copa Challenge CEV
  - Runners-up (1): 1993

### Campeonatos nacionales
- Liga Turca de Voleibol Femenino
  - Ganadores: 1983–84, 1984–85, 1985–86, 1986–87, 1987–88, 1988–89, 1993–94, 1994–95, 1998–99, 1999–00, 2000–01, 2001–02, 2002–03, 2005–06, 2006–07, 2007–08, 2011–12
  - Subcampeones: 2017-18, 2018-19

## Jugadoras notables
- Natália Pereira
- Thaísa Menezes
- Andressa Picussa
- Jordan Larson
- Lauren Gibbemeyer
- Carli Lloyd
- Molly Kreklow
- Christa Harmotto
- Nancy Metcalf
- Heather Bown
- Rachael Adams
- Tayyiba Haneef-Park
- Tracy Stalls
- Mirka Francia
- Antonella Del Core
- Jenny Barazza
- Maria Borodakova
- Tatyana Gracheva
- Lioubov Sokolova
- Tatiana Kosheleva
- Yevgeniya Artamonova
- Yelena Godina
- Irina Iltchenko
- Rosir Calderon
- Maja Ognjenović
- Tijana Bošković
- Ivana Đerisilo
- Vesna Čitaković
- Aleksandra Petrović
- Christiane Fürst
- Denise Hanke
- Hande Baladın
- Büşra Cansu,
- Violet Duca
- Esra Gümüş
- Gülden Kayalar
- Özge Kırdar
- Bahar Mert
- Bahar Toksoy Guidetti
- Natalia Hanikoğlu
- Neslihan Demir
- Elif Ağca
- Naz Aydemir
- Neriman Özsoy
- Helena Havelkova
- Antonina Zetova
- Bethania de la Cruz
- Stacey Gordon
- Barbara Jelić
- Mira Topic
- Senna Ušić
- Dragana Marinković
- Maja Poljak
- Wang Yimei
- Kim Yeon-koung